# راجر میشل
راجر میشل (انگلیسی: Roger Michell؛ (زادهٔ ۵ ژوئن ۱۹۵۶ – درگذشتهٔ ۲۲ سپتامبر ۲۰۲۱) کارگردان اهل انگلستان بود.

## زندگی
پدر وی، یک دیپلمات انگلیسی بود که برای مأموریت به پرتوریا، پایتخت آفریقای جنوبی اعزام شده بود و به همین دلیل بود که راجر میشل در این شهر متولد شد و باید گفت بر خلاف تصور برخی که می‌پندارند او یک تبعهٔ آفریقایی‌تبار بود، او اصالتاً انگلیسی بود. میشل به دلیل شغل پدرش و حضور وی در مأموریت‌های گوناگون، قسمت‌های قابل توجهی از کودکی خود را در بیروت، دمشق و پراگ گذراند.
وی پیش از تحصیل در رشتهٔ زبان انگلیسی در دانشگاه کوئینز کمبریج، در دانشگاه کلیفتون در بریستول تحصیل کرد و این دانشگاه، جایی بود که او توانست در آن کارگردانی و نوشتن نمایشنامه‌های کوتاه را آغاز کند و در آنجا ده‌ها نمایشنامه را کارگردانی و بازی کند. در همین دوران بود که توانست هر دو جایزه RSC Buzz Goodbody، بهترین کارگردانی دانشجویی، NSDF و یک جایزه Fringe First در جشنواره ادینبورگ برای بازی در نقش پریکیت دیک را از آن خود سازد. وی در سال ۱۹۷۷ فارغ‌التحصیل شد.

## فیلم‌شناسی
- اقناع (۱۹۹۵) (برای تلویزیون)
- My Night with Reg (۱۹۹۶)
- Titanic Town (۱۹۹۸)
- ناتینگ هیل (۱۹۹۹)
- تغییر مسیر (۲۰۰۲)
- مادر (۲۰۰۳)
- عشق پاینده (۲۰۰۴)
- ونوس (۲۰۰۶)
- شکوه صبح (۲۰۱۰)
- Hyde Park on Hudson (۲۰۱۲)
- آخر هفته (۲۰۱۳)
- دخترعموی من ریچل (۲۰۱۷)
- دوک (۲۰۲۰)